# Così fan tutte
Pour l’article homonyme, voir Così fan tutte (film).
Personnages
- Fiordiligi (soprano)
- Dorabella (soprano ou mezzo)
- Guglielmo (baryton)
- Ferrando (ténor)
- Despina (soprano ou mezzo)
- Don Alfonso (basse)
- Soldats, serviteurs, marins (chœur)

Airs
- « Soave sia il vento » - Fiordiligi, Dorabella, Don Alfonso (acte I)
- « Un' aura amorosa » - Ferrando (I)
- « Come scoglio » - Fiordiligi (I)
- « Ah Scostati! … Smanie implacabili » - Dorabella » (I)
- « Una donna a quindici anni » - Despina (II)
- « Ei parte... Per pietà » - Fiordiligi (II)
- « E nel tuo, nel mio bicchiere » - Fiordiligi, Dorabella, Ferrando, Guglielmo (finale II)

Così fan tutte, ossia La scuola degli amanti, (prononcé : [koˈzi fan ˈtutte]; Ainsi font-elles toutes, ou l'École des amants) K.588, est un opera buffa en deux actes de Wolfgang Amadeus Mozart sur un livret en italien de Lorenzo da Ponte, créé le 26 janvier 1790 au Burgtheater de Vienne. Il marque la troisième et dernière collaboration entre Mozart et Da Ponte, après Les Noces de Figaro et Don Giovanni.
L'opéra a été très applaudi lors de la première représentation ; cependant le décès de Joseph II le 20 février 1790 entraîna la fermeture des théâtres pour deuil. À la réouverture des salles, Così fan tutte était presque totalement oublié.

## Genèse
À la suite du succès des Noces de Figaro, Joseph II qui appréciait Mozart, lui confia le soin d’écrire un opéra du genre buffa en relation avec Lorenzo da Ponte, poète impérial successeur du grand Métastase. Il fixa le thème inspiré d'un événement réel qui avait amusé tout Vienne : deux officiers à Trieste avaient échangé leurs femmes. Livret et partition furent écrits en un mois, en décembre 1789. La première représentation eut lieu le 26 janvier 1790. Jouée à cinq reprises au Burgtheater de Vienne, la pièce fut interrompue par la mort de l'empereur le 20 février 1790 et rejouée ensuite cinq fois également en avril. Mozart s'est pris au jeu de la comédie napolitaine, ses personnages sont légers, échangent leurs fiancées et le jeu de l'amour produit ses effets, conduisant pour certains à une simple et apparente morale de divertissement : ainsi font-elles toutes. La musique, qui accompagne les dialogues mais en ajoutant ses sous-entendus, traduit le talent de Mozart et sa subtilité. Da Ponte exprime dans Così sa verve habituelle de Vénitien blasé, s'inspirant de l'Arioste, d'Ovide mais aussi du sérieux Goethe, entre autres auteurs. Il manie le sous-entendu grivois et l'équivoque dans une pure théâtralité faite des conventions du buffa. Stendhal estimait que la pièce semblait écrite pour Cimarosa . Quoi qu'il en soit, Mozart et Da Ponte ont réalisé là leur troisième chef-d'œuvre, un chef-d'œuvre beaucoup mieux compris depuis les années 1950. L'intrigue de Così, apparemment simple, n'en a pas moins suscité de nombreuses interrogations sur les thèmes du jeu amoureux auquel on est pris, ou du dialogue entre les esprits et les corps qui décident. Mozart comme da Ponte ne donnent pas les clés.

## Argument
Naples au XVIIIe siècle.
L'ouverture, andante, est très entraînante : à une brève fanfare succède un solo de hautbois amoroso. Le désinvolte presto qui suit est remarquable : un thème virtuose et très joyeux en croches est repris par tous les instruments de l'orchestre chacun à leur tour, entrecoupé de temps en temps par un gai tutti. L'incise de six notes correspondant au titre de l'opéra : « Co-si-fan-tu-ut-te » est joué à la fin de l'andante et est repris à la fin du presto.

### ActeI
La scène s'ouvre sur une taverne de Naples où Don Alfonso, cynique à souhait, discute vivement avec deux jeunes officiers de ses amis, Guglielmo et Ferrando. Les jeunes gens prétendent que leurs fiancées sont fidèles et honnêtes (« La mia Dorabella capace non è (Ma Dorabella n'est pas capable) »), alors qu'Alfonso tente de leur faire comprendre que la fidélité des femmes relève de l'utopie (« ''E la fede delle femmine come l'araba fenice (La fidélité des femmes est comme le phénix arabe) »).
Alors que la conversation s'envenime, Alfonso propose un pari : il devra leur montrer que la femme est inconstante, et particulièrement leurs fiancées. Pour cela, ils acceptent de se soumettre à sa volonté et de tenter de séduire leurs propres fiancées sous un déguisement pittoresque. L'enjeu : 100 sequins. Certains de leur victoire, ils rêvent déjà de ce qu'ils feront avec cette somme rondelette (« Una bella serenata (Une belle sérénade) »).
Dans leur jardin, Fiordiligi, la fiancée de Guglielmo, et sa sœur Dorabella, fiancée à Ferrando, contemplent les portraits de leurs bien-aimés (« O guarda, sorella (O regarde, ma sœur) »). Elles demandent à l'Amour de les punir si jamais elles changeaient d'amants. Alfonso survient, la mine défaite (« Vorrei dir e cor non ho (Je voudrais vous dire mais n'en ai pas le courage)»), leur annonçant que leurs fiancés doivent partir le jour même pour le régiment. Suit une scène d'adieux déchirants qui rassure les jeunes soldats : comment des fiancées si attachées pourraient-elles un jour changer de caractère ? Alfonso ne s'en amuse que davantage. La scène se termine sur les vœux que les trois forment pour que les vents les plus doux accompagnent la traversée des deux officiers (« Soave sia il vento (Que le vent soit doux) »).
Despina, la servante des deux jeunes femmes, prend l'événement avec philosophie : deux amants partent à la guerre ; s'ils en reviennent un jour, tant mieux, sinon, encore mieux (deux de perdus, dix de retrouvés !). Elle prétend qu'il n'y a rien de moins fidèle qu'un homme, surtout un soldat (« In uomini, in soldati sperare fedeltà (Chez les hommes, chez les soldats, espérer une fidélité...) »). Qu'elles se divertissent donc ! Les amantes sont scandalisées par un tel raisonnement.
Contre un peu d'or, Alfonso convainc Despina de l'aider dans son entreprise, sans toutefois lui en dévoiler les ficelles. Elle ignorera en effet que les deux étrangers qui viendront présenter leurs hommages à ses maîtresses ne sont autres que leurs amants prétendument partis. Il les lui présente déguisés en Albanais (« Alla bella Despinetta (La belle petite Despina) »), et leur allure n'est pas si belle à voir (des antidotes à l'amour, prétend-elle). Ses maîtresses surviennent et surprennent les deux étrangers dans leur maison. Alfonso revient, prétendant retrouver là deux des meilleurs amis qu'il ait jamais eus. Les deux jeunes gens commencent une cour assidue, mais les deux amantes refusent d'en entendre davantage. Elles se retirent après avoir vanté leur constance et leur fidélité malgré l'absence de leurs deux fiancés (« Come scoglio (Comme un écueil) »)
Les deux officiers sont persuadés que le pari est gagné (« E voi ridete ? (Et vous riez ?) »). Alfonso tempère leurs ardeurs et prépare la seconde phase de son plan de bataille. Ferrando, seul, évoque l'amour de sa fiancée (« Un' aura amorosa (Une «aura amoureuse») »).
Don Alfonso se réunit avec Despina afin de mettre au point un stratagème pour permettre un rapprochement entre les deux sœurs et leurs nouveaux prétendants. Il sera mis à exécution immédiatement après, dans le finale du premier acte.
Tristes et alanguies, Fiordiligi et Dorabella se plaignent de leur sort, lorsque les deux « étrangers » arrivent, suivis d'Alfonso : ils auraient bu de l'arsenic afin d'abréger les souffrances que leur imposent les deux jeunes femmes si cruelles avec eux. Restées seules avec les deux agonisants, elles s'attendrissent. Le médecin survient (« Eccov'il medico (Voici le docteur) ») : il s'agit de Despina travestie qui, par une méthode mesmérienne, va sauver les deux empoisonnés. Alors que les deux femmes sont de plus en plus attendries, les mourants ressuscitent et, dans un délire idyllique, les prennent pour des déesses (« Dove son?... (Où suis-je ? ...) »). Puis, ils réclament chacun un baiser, ce qui fait reculer les deux sœurs (« Dammi un bacio, o mio tesoro (Donnez-moi un bisou, mon trésor) »).

### ActeII
Despina provoque les deux sœurs (« Andate là, che siete due bizarre ragazze (Allez-y, vous êtes deux filles bizarres) ») et ne s'explique pas leur comportement lors de la scène précédente. Elle se lance dans un cours (« Una donna a quindici anni (Une femme à l'âge de quinze ans) ») sur ce que devrait savoir et faire une femme dès l'âge de 15 ans, entre autres savoir où le diable a la queue ! La voilà partie, et les deux sœurs se mettent à y réfléchir. Elles choisissent chacune celui des deux dont elles auront à subir les assiduités (« Prenderò quel brunettino (Je vais prendre le petit brun) »). Alfonso survient et invite les deux jeunes femmes à venir assister à un beau spectacle dans le jardin : les deux amants interprètent une pastorale (« Secondate, aurette amiche (Venez, amies) ») en l'honneur des sœurs, qui trouvent cela ridicule. Alors Alfonso et Despina rapprochent les deux couples, qui partent chacun de leur côté pour se promener et badiner.
Guglielmo feint un malaise devant Dorabella, il la séduit jusqu'à lui offrir un pendentif en forme de cœur, et prendre le portrait de Ferrando qu'elle porte dans un médaillon (« Il core vi dono (Ce cœur que je donne) »). Après une brève résistance, elle cède à ses avances.
De son côté, Ferrando bataille avec Fiordiligi (récitatif et air « Barbara! Perché fuggi ?... Ah lo veggio, quell'anima bella (Cruelle ! Pourquoi fuis-tu ? ... Ah, je le vois, belle âme) »), croit vaincre, puis cède, désespéré. Fiordiligi veut le rattraper (« Ei parte... senti... ah no... (Il part ... écoute ... Oh non...) ») puis réfléchit et demande pardon, dans une prière, à son amant Guglielmo parti à la guerre et qu'elle a failli trahir (« Per pietà ben mio perdona (Par pitié, mon amour, pardonne-moi) »).
Les deux conquérants se retrouvent (« Amico, abbiamo vinto ! (Ami, nous avons gagné !) »), Ferrando persuadé que le refus qu'il a essuyé a également été infligé à Guglielmo. Guglielmo, lui, est ravi d'apprendre que Fiordiligi lui est restée fidèle... mais il doit bien avouer à son ami que Dorabella a cédé (« Il mio ritratto ! Ah perfida ! (Mon portrait ! Ah, la perfide !) »). Il admet pourtant que le caractère des femmes n'est pas toujours celui qu'on espère (« Donne mie, la fate a tanti (Mesdames, vous le faites à tant d'autres) »). Ferrando, resté seul, a du mal à voir clair dans son âme, partagé entre la colère d'avoir été trahi et l'amour qu'il éprouve toujours pour Dorabella (récitatif et cavatine « In qual fietro contrasto... Tradito, schernito (Contrairement à ce qui se sentait ... Trahi, méprisé) »).
Alfonso le rejoint, accompagné de Guglielmo, qui réclame sa part de l'enjeu en faisant valoir de manière cruelle à Ferrando que Dorabella pouvait difficilement résister à un tel bourreau des cœurs, et qu'au contraire, Fiordiligi n'aurait jamais pu trahir un homme tel que lui. Alfonso lui fait valoir qu'il ne faut pas vendre la peau de l'ours (« Foll'è quel cervello che sulla frasca ancor vende l'Uccello (Fou est le cerveau qui vend encore l’oiseau sur la branche) »).
Dorabella avoue qu'elle s'est laissé prendre facilement au piège de l'amour mais qu'elle trouve cela délicieux (« E' amore un ladroncello (L'amour est un petit voleur) »), tandis que Fiordiligi le lui reproche. Celle-ci échafaude un plan pour sauver les deux couples en péril : les sœurs se déguiseront en soldats pour aller retrouver incognito leurs amants véritables. Toutefois, avant qu'elle ait pu mettre son plan à exécution (« Fra gli amplessi (Parmi les embrassades) »), Ferrando survient (« Ed intanto (Et pendant ce temps) ») et réussit finalement à la séduire. Guglielmo, qui a assisté à la scène, ne cache pas sa colère (« Oh poveretto me (Oh, pauvre de moi) » ). Ferrando se permet alors de lui rendre la monnaie de sa pièce. Alfonso leur propose la solution pour les punir : les épouser.
Il leur chante les vers suivants :
| Tutti accusan le donne, ed io le scuso Se mille volte al dì cangiano amore; Altri un vizio lo chiama ed altri un uso, Ed a me par necessità del cuore. L'amante che si trova alfin deluso Non condanni l'altrui, ma il proprio errore ; Già che giovani, vecchie, e belle e brutte, Ripetete con me: « Così fan tutte ! » | Tout le monde accuse les femmes, et moi je les excuse De changer d'amour mille fois par jour ; Les uns appellent cela un vice, les autres une habitude, Quant à moi je crois que c'est une nécessité du cœur. Il ne faut pas que l'amant abusé Condamne les autres, mais se reproche sa propre erreur ; Qu'elles soient jeunes ou vieilles, belles ou laides, Répétez avec moi : elles font toutes ainsi. |

La scène finale est celle des noces (« Fate presto, o cari amici (Dépêchez-vous, oh chers amis) ») préparées par Despina  : les deux couples font leur entrée (« Benedetti i doppi coniugi (Bénis soient les deux époux) ») et boivent ensemble... Alfonso introduit le notaire, qui n'est autre que Despina travestie une fois de plus (« Augurandovi ogni bene (Vous souhaitant tout le meilleur) ») pour lire le contrat, lecture abrégée par l'enthousiasme des deux épouses qui signent bien vite. Alors on entend à nouveau la fanfare qui avait accompagné le départ des deux officiers vers le régiment (« Bella vita militar (Belle vie militaire) »). Alfonso feint la panique devant le retour imminent des militaires. Les deux sœurs cachent leurs nouveaux époux dans une salle attenante, et s'en remettent à Alfonso. Vite rhabillés, les deux officiers font leur entrée (« Sani e salvi (Sains et saufs) »). Tout le monde feint la surprise... Les amants s'étonnent de l'accueil glacial que leur réservent leurs promises... Puis ils découvrent le notaire qui, au grand dam des deux sœurs, se révèle être Despina... tandis que Ferrando ramasse le contrat de mariage ! Les deux soldats laissent enfin éclater leur colère... les sœurs demandent pardon en les empêchant d'entrer dans la chambre où sont censés se cacher leurs nouveaux époux. Ils y entrent malgré tout et en ressortent à moitié déguisés à nouveau (« A voi s'inchina (À vous arcs) »). Les trois femmes n'en reviennent pas, notamment Despina qui découvre qu'elle a été l'instrument ignorant de cette machination.
Alfonso admet enfin qu'il est responsable de cet imbroglio de mauvais goût (« V'ingannai ma fu l'inganno (Je vous ai trompés mais la tromperie...) »). Il les réconcilie et tout est bien qui finit bien (« Fortunato è l'uom (Heureux est l'homme) ») : les amants sont réunis, sans qu'il soit précisé si c'est dans la version originale ou à la mode albanaise !

## Numéros musicaux

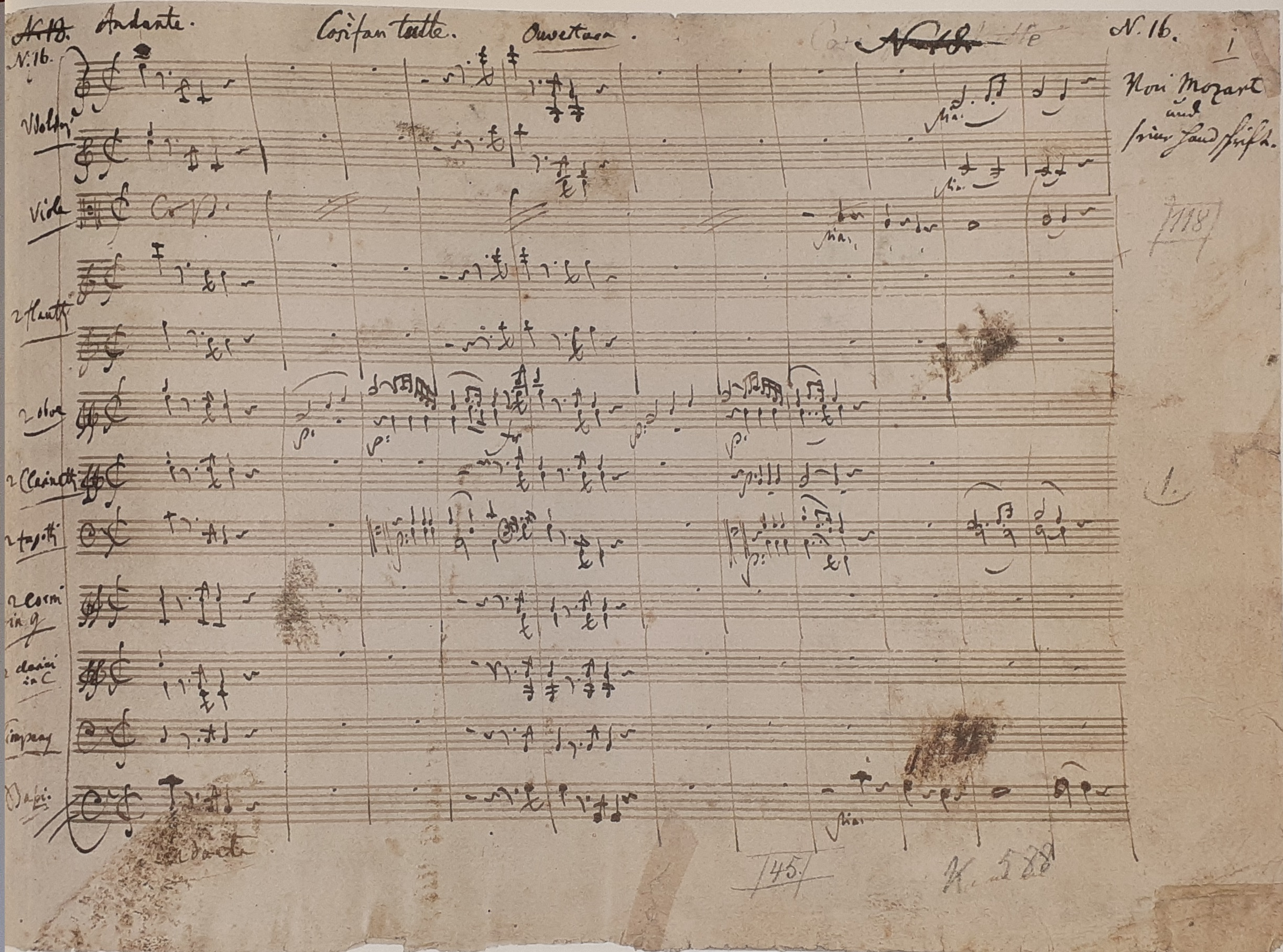
1ère page du manuscrit - Ouverture

Ouverture

### ActeI
- no 1. Terzetto « La mia Dorabella capace non è » - Ferrando, Guglielmo & Don Alfonso
- no 2. Terzetto « È la fede delle femmine » - Don Alfonso, Ferrando & Guglielmo
- no 3. Terzetto « Una bella serenata » - Ferrando, Don Alfonso & Guglielmo
- no 4. Duetto « Ah, guarda, sorella » - Fiordiligi & Dorabella
- no 5. Aria « Vorrei dir, e cor non ho » - Don Alfonso
- no 6. Quintetto « Sento oh Dio, che questo piede » - Guglielmo, Ferrando, Don Alfonso, Fiordiligi & Dorabella
- no 7. Duettino « Al fato dàn legge » - Ferrando & Guglielmo
- no 8. Coro « Bella vita militar »
- no 9. Quintetto « Di scrivermi ogni giorno » - Fiordiligi, Dorabella, Guglielmo, Ferrando & Don Alfonso
- no 10. Terzettino « Soave sia il vento » - Fiordiligi, Dorabella & Don Alfonso
- no 11. Aria « Smanie implacabili » - Dorabella
- no 12. Aria « In uomini, in soldati » - Despina
- no 13. Sestetto « Alla bella Despinetta » - Don Alfonso, Ferrando, Guglielmo, Despina, Fiordiligi & Dorabella
- no 14. Aria « Come scoglio » - Fiordiligi
- no 15. Aria : « Non siate ritrosi » - Guglielmo (à cette Place Mozart avait dans un premier temps composé l’air « Rivogelte a lui lo sguardo » K 584, air beaucoup plus long, énergique et étincelant. Mais trouvant finalement qu’il écrasait trop l’action de la scène suivante, il changea d'avis et remplaça cet air par celui que l'on connaît aujourd'hui)
- no 16. Terzetto « E voi ridete ? » - Don Alfonso, Ferrando & Guglielmo
- no 17. Aria « Un’aura amorosa » - Ferrando
- no 18. FINALE « Ah, che tutta in un momento » - Fiordiligi & Dorabella / « Si mora, sì, si mora » - Ferrando, Guglielmo, Don Alfonso, Fiordiligi, Dorabella & Despina / « Eccovi il medico » - Don Alfonso, Ferrando, Guglielmo, Despina, Fiordiligi & Dorabella / « Dove son ? » - Ferrando, Guglielmo, Despina, Don Alfonso, Fiordiligi & Dorabella / « Dammi un bacio » - Ferrando, Guglielmo, Fiordiligi, Dorabella & Don Alfonso.

### ActeII
- no 19. Aria « Una donna a quindici anni » - Despina
- no 20. Duetto « Prenderò quel brunettino » - Dorabella & Fiordiligi
- no 21. Duetto con coro « Secondate, aurette amiche » - Ferrando, Guglielmo & Chœur
- no 22. Quartetto « La mano a me date » - Don Alfonso, Ferrando, Guglielmo & Despina
- no 23. Duetto « Il core vi dono » - Guglielmo & Dorabella
- no 24. Aria « Ah, lo veggio » - Ferrando
- no 25. Rondo « Per pietà, ben mio, perdona » - Fiordiligi
- no 26. Aria « Donne mie, la fate a tanti » - Guglielmo
- no 27. Cavatina « Tradito, schernito » - Ferrando
- no 28. Aria « È amore un ladroncello » - Dorabella
- no 29. Duetto « Fra gli amplessi in pochi istanti » - Fiordiligi & Ferrando
- no 30. Andante « Tutti accusan le donne » - Don Alfonso
- no 31. FINALE : « Fate presto, o cari amici » - Despina, Chœur, Don Alfonso / « E nel tuo, nel mio bicchiero » - Fiordiligi, Dorabella, Ferrando & Guglielmo / « Ah, signor, son rea di morte » - Fiordiligi, Dorabella, Ferrando, Guglielmo, Don Alfonso & Despina,

## Distribution de la création
| Rôle                                                 | Tessiture | Créateur          |
| ---------------------------------------------------- | --------- | ----------------- |
| Fiordiligi, dame de Ferrare en villégiature à Naples | soprano   | Adriana Ferrarese |
| Dorabella, sa sœur                                   | soprano   | Louise Villeneuve |
| Guglielmo,officier, amant de Fiordiligi              | baryton   | Francesco Benucci |
| Ferrando,officier, amant de Dorabella                | ténor     | Vincenzo Calvesi  |
| Despina, servante de Fiordiligi et de Dorabella      | soprano   | Dorotea Bussani   |
| Don Alfonso, vieux philosophe                        | basse     | Francesco Bussani |
| Soldats, domestiques, marins (chœur)                 |           |                   |